# 1962 à Terre-Neuve-et-Labrador
Chronologie de Terre-Neuve-et-Labrador
- 1958
- 1959
- 1960
- 1961
- 1962
- 1963
- 1964
- 1965
- 1966

Cette page concerne des événements d'actualité qui se sont produits durant l'année 1962 dans la province canadienne de Terre-Neuve-et-Labrador.

## Politique
- Premier ministre : Joseph Smallwood
- Chef de l'Opposition :
- Lieutenant-gouverneur :
- Législature :

## Événements
- 29 janvier 1962, le chalutier de Saint-Pierre-et-Miquelon Ravenel se perd corps et biens avec les 15 marins à bord. Le drame s'est déroulé au large des côtes de Terre-Neuve à la suite d'une fortune de mer toujours inexpliquée[1].
- 19 novembre : réélection du Parti libéral de Joey Smallwood au Terre-Neuve-et-Labrador.